# Вплив радіоактивного зараження на екосистему
Ця стаття використовує Чорнобиль як приклад впливу ядерних опадів на екосистему.

## Чорнобиль
Офіційні особи використовували гідрометеорологічні дані щоб створити зображення того, як виглядали потенційні ядерні опади після Чорнобильської катастрофи у 1986 році. Використовуючи цей метод, вони змогли визначити розподіл радіонуклідах в околицях, а також виявлено викиди від самого ядерного реактора. Ці викиди включали; частинки палива, радіоактивні гази та аерозольні частинки.Частинки палива виникли внаслідок бурхливої взаємодії між гарячим паливом і охолоджувальною водою в реакторі, і до цих частинок приєдналися Церій, Цирконій, Лантан і Стронцій. Усі ці елементи мають низька летючість, тобто вони вважають за краще залишатися в рідкому або твердому стані, а не конденсуватися в атмосфері та існувати у вигляді пари.
- Церій і лантан можуть завдати незворотної шкоди морському житті, погіршуючи клітинні мембрани, впливаючи на репродуктивну здатність, а також калічачи нервову систему. [5]
- Стронцій у своєму неядерному ізотопі стабільний і нешкідливий, однак, коли радіоактивний ізотоп Sr90 викидається в атмосферу, це може призвести до анемії, раку та спричинити нестачу кисню[6].
- Частинки аерозолю мали сліди телурію, токсичного елемента, який може спричинити проблеми з розвитком плоду,[7] разом із цезієм, який є нестабільним, неймовірно реактивним і токсичним елементом.[7]
- У частинках аерозолю також виявлено збагачений уран-235.[8]
- Найпоширенішим виявленим радіоактивним газом був Радон, благородний газ, який не має ні запаху, ні кольору, ні смаку, а також може потрапляти в атмосферу або водойми.[9] Радон також безпосередньо пов’язаний із раком легенів і є другою провідною причиною раку легенів серед населення.[9]

Усі ці елементи руйнуються лише через радіоактивний розпад, який також відомий як період напіврозпаду.Періоди напіврозпаду нуклідів, про які ми говорили раніше, можуть коливатися від годин до десятиліть. . Найкоротшим періодом напіврозпаду для попередніх елементів є Zr95, ізотопу цирконію, для розпаду якого потрібно 1,4 години.  Найдовшим є Pu235, для розпаду якого потрібно приблизно 24 000 років. Поки початкове вивільнення цих частинок і елементів була досить великою, принаймні протягом місяця після першого інциденту в Чорнобилі було кілька викидів низького рівня.

### Локальні ефекти
Чорнобильська катастрофа сильно постраждала навколишній тваринний світ і фауна. Хвойні дерева, яких багато в навколишньому ландшафті, сильно постраждали через їхню біологічну чутливість до радіаційного опромінення. Протягом декількох днів після першого вибуху багато сосен у радіусі 4 км загинули, причому на відстані до 120 км спостерігалося зменшення шкідливих наслідків. Багато дерев зазнали перерв у своєму рості, репродукція була покалічена, і були численні спостереження морфологічних змін. Гарячі частинки також потрапляли на ці ліси, спричиняючи випалювання нор і дупл у деревах. Грунт навколо був вкритий радіонуклідами, що перешкоджало значному новому росту. Листяні дерева, такі як осика, береза, вільха та дуб, більш стійкі до радіаційного опромінення, ніж хвойні, однак вони не захищені від цього. Пошкодження на цих деревах були менш серйозними, ніж на соснах. Багато нових листяних рослин постраждали від некрозу, відмирання живих тканин, а листя на існуючих деревах пожовкло й відпало. Стійкість листяних дерев дозволила їм відновитися, і вони заселилися там, де колись росли багато хвойних дерев, переважно сосни.Трав'яниста рослинність також постраждала від радіаційних опадів. Було багато спостережень змін кольору клітин, мутації хлорофілу, відсутності цвітіння, пригнічення росту та загибелі рослинності.
Ссавці є високочутливим до радіохвиль класом, і спостереження за мишами в околицях Чорнобиля показали зменшення популяції. Ембріональна смертність також зросла, однак моделі міграції гризунів призвели до пошкодження чисельність популяції знову зросла. Серед постраждалих дрібних гризунів спостерігалося зростання проблем із кров’ю та печінкою, що є прямим зв’язком із радіаційним впливом. Такі проблеми, як цироз печінки, збільшення селезінки, підвищене перекисне окислення тканинних ліпідів і зниження рівня ферментів, були присутні у гризунів, які зазнали впливу радіоактивних вибухів. Велика дика природа не стала набагато кращою. Хоча більшість худоби було переселено на безпечну відстань, коні та велика рогата худоба, які перебували на ізольованому острові за 6 км від Чорнобильської радіоактивності, не пощадили. Гіпертиреоз, затримка росту та, звичайно, смерть вразив тварин, що залишилися на острові.
Втрата людського населення в Чорнобилі, який іноді називають «зоною відчуження», дозволила екосистемам відновитися. Використання гербіцидів, пестицидів і добрив зменшилося, оскільки стало менше сільськогосподарська діяльність.Біологічне різноманіття рослин і дикої природи зросло,також зросла популяція тварин.Однак, радіація продовжує впливати на місцеву дику природу.

### Глобальні ефекти
Такі фактори, як опади, вітрові потоки та самі перші вибухи в Чорнобилі спричинили поширення ядерних опадів по Європі, Азії, а також частинам Північної Америки. Мало того, що ці різноманітні радіоактивні елементи поширювалися раніше, але також виникали проблеми з так званими гарячими частинками.Чорнобильський реактор не просто викидав аерозольні частинки, частки палива. , і радіоактивні гази, але відбулося додаткове викид уранового палива, злитого разом з радіонуклідами. Ці гарячі частинки можуть поширюватися на тисячі кілометрів і виробляти концентровані речовини у формі дощових крапель, відомих як Рідкі гарячі частинки. Ці частинки були потенційно небезпечними навіть у зонах із низьким рівнем радіації. Рівень радіоактивності в кожній окремій гарячій частинці міг піднятися настільки високо як 10 кБк, що є досить високою дозою радіації.Ці рідкі гарячі краплі частинок можуть поглинатися двома основними способами; проковтування через їжу або воду та вдихання.

## Еволюційні ефекти
Самі мутовані організми також мають вплив за межі безпосередньої зони. Møller & Mousseau 2011 виявили, що особини, які є носіями шкідливих мутацій, не будуть відібрані негайно, але натомість виживатиме протягом багатьох поколінь. Таким чином, очікується, що вони матимуть нащадків далеко від місць забруднення, які їх створили, забруднюючи ці популяції та спричиняючи зниження придатності.